# César Luis Menotti
César Luis Menotti (Rosario, 5 novembre 1938 – Buenos Aires, 5 maggio 2024) è stato un calciatore, allenatore di calcio e dirigente sportivo argentino.
Fu il commissario tecnico che guidò la nazionale argentina alla conquista del suo primo campionato del mondo di calcio, nel 1978.

## Biografia
César Luis Menotti nacque a Rosario in una famiglia originaria della città italiana di Ancona.
Secondo le sue stesse dichiarazioni, César Luis Menotti nacque il 22 ottobre 1938, ma suo padre registrò all'anagrafe la data del 5 novembre.

## Carriera

### Club
Fu calciatore professionista tra il 1960 e il 1970: vestì le divise di Rosario Central, Racing Club e Boca Juniors in patria, per poi trasferirsi negli Stati Uniti, ai New York Generals, e in Brasile, al Santos.
Nell'estate 1967 con i New York Generals ottenne il terzo posto della Eastern Division della NPSL, non qualificandosi per la finale della competizione.
La stagione seguente ottenne con i Generals il terzo posto nell'Atlantic Division, non riuscendo ad accedere alle fasi finali del torneo.
Collezionò 11 presenze e 2 reti con la maglia della Nazionale argentina, partecipando alla Coppa America 1963.

### Allenatore e dirigente
Esordì da allenatore nel 1971 alla guida dell'Huracán di Buenos Aires, riuscendo a guidare il club nell'impresa di vincere il campionato argentino nel 1973, interrompendo così un digiuno di titoli iniziato nel 1928. Divenne CT della Nazionale argentina dopo il Campionato mondiale di calcio 1974 e quattro anni dopo, nel 1978, portò la Selección a vincere la prima Coppa del Mondo della sua storia, battendo in finale i Paesi Bassi per 3-1 dopo i tempi supplementari.
Dopo aver vinto il Campionato Mondiale juniores (1979), in occasione del suo secondo mondiale, quello del 1982, Menotti si presentò in Spagna come CT campione del Mondo in carica, con la sua nazionale tra le favorite e con un giovane Diego Armando Maradona tra i suoi 22 convocati, scartato nel 1978 e Campione del Mondo juniores nel 1979. Dopo la sconfitta iniziale contro il Belgio per 1-0, l'Argentina sconfisse l'Ungheria 4-1 e El Salvador 2-0, ma nel 2º turno fu sconfitta (2-1) dall'Italia di Enzo Bearzot, poi vincitrice del mondiale, e dal Brasile di Telê Santana (3-1), venendo eliminata dal torneo. Come conseguenza Menotti perse il posto e venne sostituito da Carlos Bilardo.
Dopo il mondiale, Menotti allenò il Barcellona per un anno (nella stagione 1983-1984) e successivamente, dopo aver guidato le squadre di Atletico Madrid e Peñarol, divenne per un anno selezionatore del Messico. A livello nazionale allenò squadre blasonate come River Plate, Boca Juniors, Independiente e Rosario Central, dimostrando la propria personalità nonostante alcune polemiche con la stampa sportiva.
Nel 1997 venne ingaggiato dalla Sampdoria, ma venne esonerato dopo sole otto giornate di campionato, mentre - dopo altri 9 anni trascorsi ad allenare in patria - nel 2006 allenò la squadra messicana del Puebla. Nel 2007 allenò il club messicano del Tecos de la UAG.
Nel luglio 2009 divenne direttore generale dell'Independiente, lavorando alla valutazione di un possibile arrivo di rinforzi per la squadra di Avellaneda. Non ebbe un ottimo rapporto con lo staff tecnico, infatti Américo Gallego accusò Menotti come responsabile della sua partenza dal club. Con la partenza di Gallego, Menotti nominò Daniel Garnero come nuovo allenatore. A causa di cattivi risultati e a seguito delle dimissioni del mister Garnero, anche Menotti si dimise da direttore generale dell'Independiente.
Il 13 marzo 2011 Menotti venne ricoverato d'urgenza all'ospedale italiano di Buenos Aires per una grave infezione polmonare, causata dalla sua dipendenza da tabacco. Il 14 gennaio 2019 la Federcalcio argentina nominò Menotti direttore tecnico delle nazionali dell'Argentina. Mantenne tale incarico fino alla sua morte, avvenuta a Buenos Aires il 5 maggio 2024 all'età di 85 anni.

## Statistiche

### Calciatore

#### Cronologia presenze e reti in nazionale[7]
| Cronologia completa delle presenze e delle reti in nazionale ― Argentina | Cronologia completa delle presenze e delle reti in nazionale ― Argentina | Cronologia completa delle presenze e delle reti in nazionale ― Argentina | Cronologia completa delle presenze e delle reti in nazionale ― Argentina | Cronologia completa delle presenze e delle reti in nazionale ― Argentina | Cronologia completa delle presenze e delle reti in nazionale ― Argentina | Cronologia completa delle presenze e delle reti in nazionale ― Argentina | Cronologia completa delle presenze e delle reti in nazionale ― Argentina |
| Data                                                                     | Città                                                                    | In casa                                                                  | Risultato                                                                | Ospiti                                                                   | Competizione                                                             | Reti                                                                     | Note                                                                     |
| ------------------------------------------------------------------------ | ------------------------------------------------------------------------ | ------------------------------------------------------------------------ | ------------------------------------------------------------------------ | ------------------------------------------------------------------------ | ------------------------------------------------------------------------ | ------------------------------------------------------------------------ | ------------------------------------------------------------------------ |
| 15-8-1962                                                                | Buenos Aires                                                             | Argentina                                                                | 3 – 1                                                                    | Uruguay                                                                  | Copa Lipton                                                              | -                                                                        |                                                                          |
| 7-11-1962                                                                | Santiago del Cile                                                        | Cile                                                                     | 1 – 1                                                                    | Argentina                                                                | Copa Carlos Dittborn                                                     | -                                                                        |                                                                          |
| 21-11-1962                                                               | Buenos Aires                                                             | Argentina                                                                | 1 – 0                                                                    | Cile                                                                     | Copa Carlos Dittborn                                                     | -                                                                        |                                                                          |
| 10-3-1963                                                                | Cochabamba                                                               | Argentina                                                                | 4 – 2                                                                    | Colombia                                                                 | Campeonato Sudamericano de Football 1963                                 | -                                                                        |                                                                          |
| 13-3-1963                                                                | Cochabamba                                                               | Perù                                                                     | 2 – 1                                                                    | Argentina                                                                | Campeonato Sudamericano de Football 1963                                 | -                                                                        |                                                                          |
| 16-4-1963                                                                | Rio de Janeiro                                                           | Brasile                                                                  | 5 – 2 dts                                                                | Argentina                                                                | Copa Roca                                                                | -                                                                        |                                                                          |
| 29-10-1963                                                               | Buenos Aires                                                             | Argentina                                                                | 2 – 3                                                                    | Paraguay                                                                 | Copa Rosa Chevallier Boutell                                             | 1                                                                        |                                                                          |
| 15-5-1968                                                                | Asunción                                                                 | Paraguay                                                                 | 2 – 0                                                                    | Argentina                                                                | Amichevole                                                               | -                                                                        |                                                                          |
| 7-8-1968                                                                 | Rio de Janeiro                                                           | Brasile                                                                  | 4 – 1                                                                    | Argentina                                                                | Amichevole                                                               | -                                                                        |                                                                          |
| 11-8-1968                                                                | Belo Horizonte                                                           | Brasile                                                                  | 3 – 2                                                                    | Argentina                                                                | Amichevole                                                               | -                                                                        |                                                                          |
| 27-11-1968                                                               | Rosario                                                                  | Argentina                                                                | 4 – 0                                                                    | Cile                                                                     | Copa Carlos Dittborn                                                     | 1                                                                        |                                                                          |
| Totale                                                                   |                                                                          | Presenze                                                                 | 11                                                                       |                                                                          | Reti                                                                     | 2                                                                        |                                                                          |

### Allenatore

#### Club
Statistiche aggiornate al 4 agosto 2025. In grassetto le competizioni vinte.
| Stagione                 | Squadra                  | Campionato               | Campionato | Campionato | Campionato | Campionato | Coppe nazionali | Coppe nazionali | Coppe nazionali | Coppe nazionali | Coppe nazionali | Coppe continentali | Coppe continentali | Coppe continentali | Coppe continentali | Coppe continentali | Altre coppe | Altre coppe | Altre coppe | Altre coppe | Altre coppe | Totale | Totale | Totale | Totale | % Vittorie | Piazzamento  |
| Stagione                 | Squadra                  | Comp                     | G          | V          | N          | P          | Comp            | G               | V               | N               | P               | Comp               | G                  | V                  | N                  | P                  | Comp        | G           | V           | N           | P           | G      | V      | N      | P      | % Vittorie | Piazzamento  |
| ------------------------ | ------------------------ | ------------------------ | ---------- | ---------- | ---------- | ---------- | --------------- | --------------- | --------------- | --------------- | --------------- | ------------------ | ------------------ | ------------------ | ------------------ | ------------------ | ----------- | ----------- | ----------- | ----------- | ----------- | ------ | ------ | ------ | ------ | ---------- | ------------ |
| 1970                     | Newell's Old Boys        | N                        | 7          | 1          | 1          | 5          | -               | -               | -               | -               | -               | -                  | -                  | -                  | -                  | -                  | -           | -           | -           | -           | -           | 7      | 1      | 1      | 5      | 14,29      | Interim      |
| 1971                     | Newell's Old Boys        | M                        | 2          | 1          | 0          | 1          | -               | -               | -               | -               | -               | -                  | -                  | -                  | -                  | -                  | -           | -           | -           | -           | -           | 2      | 1      | 0      | 1      | 50,00      | Interim      |
| Totale Newell's Old Boys | Totale Newell's Old Boys | Totale Newell's Old Boys | 9          | 2          | 1          | 6          |                 | -               | -               | -               | -               |                    | -                  | -                  | -                  | -                  |             | -           | -           | -           | -           | 66     | 27     | 15     | 24     | 40,91      |              |
| 1971                     | Huracán                  | M+N                      | 23+14      | 7+3        | 8+3        | 8+8        | -               | -               | -               | -               | -               | -                  | -                  | -                  | -                  | -                  | -           | -           | -           | -           | -           | 37     | 10     | 11     | 16     | 27,03      | Sub. 9°+11°  |
| 1972                     | Huracán                  | M+N                      | 34+13      | 14+6       | 12+4       | 8+3        | -               | -               | -               | -               | -               | -                  | -                  | -                  | -                  | -                  | -           | -           | -           | -           | -           | 47     | 20     | 16     | 11     | 42,55      | 3°+4°        |
| 1973                     | Huracán                  | M+N                      | 32+15      | 19+8       | 8+5        | 5+2        | -               | -               | -               | -               | -               | -                  | -                  | -                  | -                  | -                  | -           | -           | -           | -           | -           | 47     | 27     | 13     | 7      | 57,45      | 1°+3°        |
| 1974                     | Huracán                  | M+N                      | 21+18      | 9+9        | 5+5        | 7+4        | -               | -               | -               | -               | -               | CL                 | 11                 | 6                  | 2                  | 3                  | -           | -           | -           | -           | -           | 50     | 24     | 12     | 14     | 48,00      | 4°+4°        |
| Totale Huracán           | Totale Huracán           | Totale Huracán           | 170        | 75         | 50         | 45         |                 | -               | -               | -               | -               |                    | 11                 | 6                  | 2                  | 3                  |             | -           | -           | -           | -           | 181    | 81     | 52     | 48     | 44,75      |              |
| mar.-giu. 1983           | Barcellona               | PD                       | 7          | 3          | 1          | 3          | CR+CdL          | 5+6             | 4+3             | 0+2             | 1+1             | CdC                | 1                  | 0                  | 1                  | 0                  | -           | -           | -           | -           | -           | 19     | 10     | 4      | 5      | 52,63      | Sub. 4°      |
| 1983-1984                | Barcellona               | PD                       | 34         | 20         | 8          | 6          | CR+CdL          | 7+2             | 3+1             | 0+0             | 4+1             | CdC                | 6                  | 5                  | 0                  | 1                  | SS          | 2           | 1           | 0           | 1           | 51     | 30     | 8      | 13     | 58,82      | 3°           |
| Totale Barcellona        | Totale Barcellona        | Totale Barcellona        | 41         | 23         | 9          | 9          |                 | 20              | 11              | 2               | 7               |                    | 7                  | 5                  | 1                  | 1                  |             | 2           | 1           | 0           | 1           | 70     | 40     | 12     | 18     | 57,14      |              |
| dic. 1986-1987           | Boca Juniors             | PD                       | 17         | 10         | 4          | 3          | -               | -               | -               | -               | -               | -                  | -                  | -                  | -                  | -                  | -           | -           | -           | -           | -           | 17     | 10     | 4      | 3      | 58,82      | Sub. 4º      |
| 1987-mar. 1988           | Atlético Madrid          | PD                       | 29         | 15         | 7          | 7          | CR              | 6               | 3               | 1               | 2               | -                  | -                  | -                  | -                  | -                  | -           | -           | -           | -           | -           | 35     | 18     | 8      | 9      | 51,43      | Eson.        |
| 1988-1989                | River Plate              | PD                       | 38+3       | 16+2       | 13+0       | 9+1        | -               | -               | -               | -               | -               | -                  | -                  | -                  | -                  | -                  | -           | -           | -           | -           | -           | 41     | 18     | 13     | 10     | 43,90      | 4º           |
| 1990-1991                | Peñarol                  | PD                       | 26         | 10         | 11         | 5          | -               | -               | -               | -               | -               | -                  | -                  | -                  | -                  | -                  | SS          | 6           | 2           | 2           | 2           | 32     | 12     | 13     | 7      | 37,50      | 4°           |
| nov. 1993-1994           | Boca Juniors             | A+C                      | 8+19       | 4+6        | 3+8        | 1+5        | -               | -               | -               | -               | -               | CL                 | 6                  | 1                  | 1                  | 4                  | CIA         | 2           | 1           | 0           | 1           | 35     | 12     | 12     | 11     | 34,29      | Sub. 4º+7°   |
| set.-dic. 1994           | Boca Juniors             | A                        | 17         | 4          | 7          | 6          | -               | -               | -               | -               | -               | -                  | -                  | -                  | -                  | -                  | SS          | 8           | 2           | 3           | 3           | 25     | 6      | 10     | 9      | 24,00      | Eson.        |
| Totale Boca Juniors      | Totale Boca Juniors      | Totale Boca Juniors      | 61         | 24         | 22         | 15         |                 | -               | -               | -               | -               |                    | 6                  | 1                  | 1                  | 4                  |             | 10          | 3           | 3           | 4           | 77     | 28     | 26     | 23     | 36,36      |              |
| 1996-1997                | Independiente            | A+C                      | 19+15      | 11+9       | 4+3        | 4+3        | -               | -               | -               | -               | -               | -                  | -                  | -                  | -                  | -                  | -           | -           | -           | -           | -           | 34     | 20     | 7      | 7      | 58,82      | 2º+ Risoluz. |
| ago.-nov. 1997           | Sampdoria                | A                        | 8          | 3          | 2          | 3          | CI              | 3               | 1               | 0               | 2               | CU                 | 2                  | 0                  | 0                  | 2                  | -           | -           | -           | -           | -           | 13     | 4      | 2      | 7      | 30,77      | Dimis.       |
| gen.-giu. 1998           | Independiente            | C                        | 19         | 7          | 5          | 7          | -               | -               | -               | -               | -               | -                  | -                  | -                  | -                  | -                  | -           | -           | -           | -           | -           | 19     | 7      | 5      | 7      | 36,84      | 10º          |
| 1998-1999                | Independiente            | A+C                      | 19+19      | 4+8        | 10+5       | 5+6        | -               | -               | -               | -               | -               | CM                 | 6                  | 2                  | 0                  | 4                  | -           | -           | -           | -           | -           | 44     | 14     | 15     | 11     | 31,82      | 16º+5º       |
| ago.-set. 1999           | Independiente            | A                        | 3          | 0          | 1          | 2          | -               | -               | -               | -               | -               | CM                 | 2                  | 1                  | 0                  | 1                  | -           | -           | -           | -           | -           | 5      | 1      | 1      | 3      | 20,00      | Dimis.       |
| feb.-giu. 2002           | Rosario Central          | C                        | 12         | 3          | 4          | 5          | -               | -               | -               | -               | -               | -                  | -                  | -                  | -                  | -                  | -           | -           | -           | -           | -           | 12     | 3      | 4      | 5      | 25,00      | Sub. 16°     |
| lug.-nov. 2002           | Rosario Central          | A                        | 15         | 5          | 4          | 6          | -               | -               | -               | -               | -               | -                  | -                  | -                  | -                  | -                  | -           | -           | -           | -           | -           | 15     | 5      | 4      | 6      | 33,33      | Eson.        |
| Totale Rosario Central   | Totale Rosario Central   | Totale Rosario Central   | 27         | 8          | 8          | 11         |                 | -               | -               | -               | -               |                    | -                  | -                  | -                  | -                  |             | -           | -           | -           | -           | 27     | 8      | 8      | 11     | 29,63      |              |
| feb.-apr. 2005           | Independiente            | C                        | 9          | 2          | 3          | 4          | -               | -               | -               | -               | -               | -                  | -                  | -                  | -                  | -                  | -           | -           | -           | -           | -           | 9      | 2      | 3      | 4      | 22,22      | Eson.        |
| Totale Independiente     | Totale Independiente     | Totale Independiente     | 103        | 41         | 31         | 31         |                 | -               | -               | -               | -               |                    | 8                  | 3                  | 0                  | 5                  |             | -           | -           | -           | -           | 111    | 44     | 31     | 36     | 39,64      |              |
| 2006                     | Puebla                   | C                        | 2          | 0          | 0          | 2          | -               | -               | -               | -               | -               | -                  | -                  | -                  | -                  | -                  | -           | -           | -           | -           | -           | 2      | 0      | 0      | 2      | &0,00      | Interim      |
| set.-nov. 2007           | Tecos                    | A                        | 13         | 5          | 1          | 7          | -               | -               | -               | -               | -               | -                  | -                  | -                  | -                  | -                  | -           | -           | -           | -           | -           | 13     | 5      | 1      | 7      | 38,46      | Sub. Eson.   |
| Totale carriera          | Totale carriera          | Totale carriera          | 530        | 224        | 155        | 151        |                 | 29              | 15              | 3               | 11              |                    | 34                 | 15                 | 4                  | 15                 |             | 18          | 6           | 5           | 7           | 611    | 260    | 167    | 184    | 42,55      |              |

#### Nazionale argentina
| Squadra   | Naz                  | da              | a             | Record | Record | Record | Record     | Record | Record | Record | Record |
| G         | V                    | N               | P             | GF     | GS     | DR     | Vittorie % |        |        |        |        |
| --------- | -------------------- | --------------- | ------------- | ------ | ------ | ------ | ---------- | ------ | ------ | ------ | ------ |
| Argentina | Argentina (bandiera) | 11 ottobre 1974 | 3 luglio 1982 | 85     | 46     | 21     | 10         | 161    | 83     | +78    | 54,12  |

### Panchine da commissario tecnico della nazionale argentina
| Cronologia completa delle presenze e delle reti in nazionale ― Argentina | Cronologia completa delle presenze e delle reti in nazionale ― Argentina | Cronologia completa delle presenze e delle reti in nazionale ― Argentina | Cronologia completa delle presenze e delle reti in nazionale ― Argentina | Cronologia completa delle presenze e delle reti in nazionale ― Argentina | Cronologia completa delle presenze e delle reti in nazionale ― Argentina | Cronologia completa delle presenze e delle reti in nazionale ― Argentina | Cronologia completa delle presenze e delle reti in nazionale ― Argentina |
| Data                                                                     | Città                                                                    | In casa                                                                  | Risultato                                                                | Ospiti                                                                   | Competizione                                                             | Reti                                                                     | Note                                                                     |
| ------------------------------------------------------------------------ | ------------------------------------------------------------------------ | ------------------------------------------------------------------------ | ------------------------------------------------------------------------ | ------------------------------------------------------------------------ | ------------------------------------------------------------------------ | ------------------------------------------------------------------------ | ------------------------------------------------------------------------ |
| 12-10-1974                                                               | Buenos Aires                                                             | Argentina                                                                | 1 – 1                                                                    | Spagna                                                                   | Copa de la Hispanidad                                                    | -                                                                        |                                                                          |
| 6-11-1974                                                                | Santiago del Cile                                                        | Cile                                                                     | 0 – 2                                                                    | Argentina                                                                | Copa Carlos Dittborn                                                     | -                                                                        |                                                                          |
| 20-11-1974                                                               | Buenos Aires                                                             | Argentina                                                                | 1 – 1                                                                    | Cile                                                                     | Copa Carlos Dittborn                                                     | -                                                                        |                                                                          |
| 27-6-1975                                                                | Cochabamba                                                               | Bolivia                                                                  | 1 – 1                                                                    | Argentina                                                                | Coppa Saaavedra                                                          | -                                                                        |                                                                          |
| 18-7-1975                                                                | Montevideo                                                               | Uruguay                                                                  | 2 – 3                                                                    | Argentina                                                                | Copa Newton                                                              | -                                                                        |                                                                          |
| 3-8-1975                                                                 | Caracas                                                                  | Venezuela                                                                | 1 – 5                                                                    | Argentina                                                                | Coppa America 1975 - Fase a gironi                                       | -                                                                        |                                                                          |
| 6-8-1975                                                                 | Belo Horizonte                                                           | Brasile                                                                  | 2 – 1                                                                    | Argentina                                                                | Coppa America 1975 - Fase a gironi                                       | -                                                                        |                                                                          |
| 10-8-1975                                                                | Rosario                                                                  | Argentina                                                                | 11 – 0                                                                   | Venezuela                                                                | Coppa America 1975 - Fase a gironi                                       | -                                                                        |                                                                          |
| 16-8-1975                                                                | Rosario                                                                  | Argentina                                                                | 0 – 1                                                                    | Brasile                                                                  | Coppa America 1975 - Fase a gironi                                       | -                                                                        |                                                                          |
| 21-8-1975                                                                | Città del Messico                                                        | Argentina                                                                | 6 – 0                                                                    | Stati Uniti                                                              | Copa Ciudad de Mexico                                                    | -                                                                        |                                                                          |
| 28-8-1975                                                                | Città del Messico                                                        | Argentina                                                                | 2 – 0                                                                    | Costa Rica                                                               | Copa Ciudad de Mexico                                                    | -                                                                        |                                                                          |
| 31-8-1975                                                                | Città del Messico                                                        | Messico                                                                  | 1 – 1                                                                    | Argentina                                                                | Copa Ciudad de Mexico                                                    | -                                                                        |                                                                          |
| 25-2-1976                                                                | Asunción                                                                 | Paraguay                                                                 | 2 – 3                                                                    | Argentina                                                                | Coppa dell'Atlantico/Copa Félix Bogado                                   | -                                                                        |                                                                          |
| 27-2-1976                                                                | Buenos Aires                                                             | Argentina                                                                | 1 – 2                                                                    | Brasile                                                                  | Coppa dell'Atlantico/Copa Roca                                           | -                                                                        |                                                                          |
| 20-3-1976                                                                | Kiev                                                                     | Unione Sovietica                                                         | 0 – 1                                                                    | Argentina                                                                | Amichevole                                                               | -                                                                        |                                                                          |
| 24-3-1976                                                                | Chorzów                                                                  | Polonia                                                                  | 1 – 2                                                                    | Argentina                                                                | Amichevole                                                               | -                                                                        |                                                                          |
| 27-3-1976                                                                | Budapest                                                                 | Ungheria                                                                 | 2 – 0                                                                    | Argentina                                                                | Amichevole                                                               | -                                                                        |                                                                          |
| 8-4-1976                                                                 | Buenos Aires                                                             | Argentina                                                                | 4 – 1                                                                    | Uruguay                                                                  | Coppa dell'Atlantico/Copa Lipton                                         | -                                                                        |                                                                          |
| 28-4-1976                                                                | Buenos Aires                                                             | Argentina                                                                | 2 – 2                                                                    | Paraguay                                                                 | Coppa dell'Atlantico/Copa Félix Bogado                                   | -                                                                        |                                                                          |
| 9-6-1976                                                                 | Montevideo                                                               | Uruguay                                                                  | 0 – 3                                                                    | Argentina                                                                | Coppa dell'Atlantico/Copa Newton                                         | -                                                                        |                                                                          |
| 13-10-1976                                                               | Buenos Aires                                                             | Argentina                                                                | 2 – 0                                                                    | Cile                                                                     | Copa Carlos Dittborn                                                     | -                                                                        |                                                                          |
| 28-10-1976                                                               | Lima                                                                     | Perù                                                                     | 1 – 3                                                                    | Argentina                                                                | Copa Mariscal Ramón Castilla                                             | -                                                                        |                                                                          |
| 10-11-1976                                                               | Buenos Aires                                                             | Argentina                                                                | 1 – 0                                                                    | Perù                                                                     | Copa Mariscal Ramón Castilla                                             | -                                                                        |                                                                          |
| 28-11-1976                                                               | Buenos Aires                                                             | Argentina                                                                | 0 – 0                                                                    | Unione Sovietica                                                         | Amichevole                                                               | -                                                                        |                                                                          |
| 27-2-1977                                                                | Buenos Aires                                                             | Argentina                                                                | 5 – 1                                                                    | Ungheria                                                                 | Amichevole                                                               | -                                                                        |                                                                          |
| 22-3-1977                                                                | Madrid                                                                   | Argentina                                                                | 1 – 1 (4-1 dtr)                                                          | Iran                                                                     | Trofeo 75º Aniversario de Real Madrid                                    | -                                                                        |                                                                          |
| 29-5-1977                                                                | Buenos Aires                                                             | Argentina                                                                | 3 – 1                                                                    | Polonia                                                                  | Amichevole                                                               | -                                                                        |                                                                          |
| 5-6-1977                                                                 | Buenos Aires                                                             | Argentina                                                                | 1 – 3                                                                    | Germania Ovest                                                           | Amichevole                                                               | -                                                                        |                                                                          |
| 12-6-1977                                                                | Buenos Aires                                                             | Argentina                                                                | 1 – 1                                                                    | Inghilterra                                                              | Amichevole                                                               | -                                                                        |                                                                          |
| 18-6-1977                                                                | Buenos Aires                                                             | Argentina                                                                | 1 – 1                                                                    | Scozia                                                                   | Amichevole                                                               | -                                                                        |                                                                          |
| 26-6-1977                                                                | Buenos Aires                                                             | Argentina                                                                | 0 – 0                                                                    | Francia                                                                  | Amichevole                                                               | -                                                                        |                                                                          |
| 3-7-1977                                                                 | Buenos Aires                                                             | Argentina                                                                | 1 – 0                                                                    | Jugoslavia                                                               | Amichevole                                                               | -                                                                        |                                                                          |
| 12-7-1977                                                                | Buenos Aires                                                             | Argentina                                                                | 2 – 0                                                                    | Germania Est                                                             | Amichevole                                                               | -                                                                        |                                                                          |
| 24-8-1977                                                                | Buenos Aires                                                             | Argentina                                                                | 2 – 1                                                                    | Paraguay                                                                 | Copa Félix Bogado                                                        | -                                                                        |                                                                          |
| 31-8-1977                                                                | Asunción                                                                 | Paraguay                                                                 | 2 – 0 (3-1 dtr)                                                          | Argentina                                                                | Copa Félix Bogado                                                        | -                                                                        |                                                                          |
| 19-3-1978                                                                | Buenos Aires                                                             | Argentina                                                                | 2 – 1                                                                    | Perù                                                                     | Copa Mariscal Ramón Castilla                                             | -                                                                        |                                                                          |
| 23-3-1978                                                                | Lima                                                                     | Perù                                                                     | 1 – 3                                                                    | Argentina                                                                | Copa Mariscal Ramón Castilla                                             | -                                                                        |                                                                          |
| 29-3-1978                                                                | Buenos Aires                                                             | Argentina                                                                | 3 – 1                                                                    | Bulgaria                                                                 | Amichevole                                                               | -                                                                        |                                                                          |
| 9-4-1978                                                                 | Buenos Aires                                                             | Argentina                                                                | 2 – 0                                                                    | Romania                                                                  | Amichevole                                                               | -                                                                        |                                                                          |
| 19-4-1978                                                                | Buenos Aires                                                             | Argentina                                                                | 3 – 1                                                                    | Irlanda                                                                  | Amichevole                                                               | -                                                                        |                                                                          |
| 25-4-1978                                                                | Montevideo                                                               | Uruguay                                                                  | 2 – 0                                                                    | Argentina                                                                | Amichevole                                                               | -                                                                        |                                                                          |
| 3-5-1978                                                                 | Buenos Aires                                                             | Argentina                                                                | 3 – 0                                                                    | Uruguay                                                                  | Amichevole                                                               | -                                                                        |                                                                          |
| 2-6-1978                                                                 | Buenos Aires                                                             | Argentina                                                                | 2 – 1                                                                    | Ungheria                                                                 | Mondiali 1978 - Fase a gironi                                            | -                                                                        |                                                                          |
| 6-6-1978                                                                 | Buenos Aires                                                             | Argentina                                                                | 2 – 1                                                                    | Francia                                                                  | Mondiali 1978 - Fase a gironi                                            | -                                                                        |                                                                          |
| 10-6-1978                                                                | Buenos Aires                                                             | Argentina                                                                | 0 – 1                                                                    | Italia                                                                   | Mondiali 1978 - Fase a gironi                                            | -                                                                        |                                                                          |
| 14-6-1978                                                                | Rosario                                                                  | Argentina                                                                | 2 – 0                                                                    | Polonia                                                                  | Mondiali 1978 - Seconda fase a gironi                                    | -                                                                        |                                                                          |
| 18-6-1978                                                                | Rosario                                                                  | Argentina                                                                | 0 – 0                                                                    | Brasile                                                                  | Mondiali 1978 - Seconda fase a gironi                                    | -                                                                        |                                                                          |
| 21-6-1978                                                                | Rosario                                                                  | Argentina                                                                | 6 – 0                                                                    | Perù                                                                     | Mondiali 1978 - Seconda fase a gironi                                    | -                                                                        |                                                                          |
| 25-6-1978                                                                | Buenos Aires                                                             | Argentina                                                                | 3 – 1 dts                                                                | Paesi Bassi                                                              | Mondiali 1978 - Finale                                                   | -                                                                        | 1º titolo mondiale                                                       |
| 29-4-1979                                                                | Buenos Aires                                                             | Argentina                                                                | 2 – 1                                                                    | Bulgaria                                                                 | Amichevole                                                               | -                                                                        |                                                                          |
| 22-5-1979                                                                | Berna                                                                    | Paesi Bassi                                                              | 0 – 0 (7-8 dtr)                                                          | Argentina                                                                | Amichevole                                                               | -                                                                        | [ 12 ]                                                                   |
| 26-5-1979                                                                | Roma                                                                     | Italia                                                                   | 2 – 2                                                                    | Argentina                                                                | Amichevole                                                               | -                                                                        |                                                                          |
| 29-5-1979                                                                | Dublino                                                                  | Irlanda                                                                  | 0 – 0                                                                    | Argentina                                                                | Amichevole                                                               | -                                                                        |                                                                          |
| 2-6-1979                                                                 | Glasgow                                                                  | Scozia                                                                   | 1 – 3                                                                    | Argentina                                                                | Amichevole                                                               | -                                                                        |                                                                          |
| 18-7-1979                                                                | La Paz                                                                   | Bolivia                                                                  | 2 – 1                                                                    | Argentina                                                                | Coppa America 1979 - Primo turno                                         | -                                                                        |                                                                          |
| 2-8-1979                                                                 | Rio de Janeiro                                                           | Brasile                                                                  | 2 – 1                                                                    | Argentina                                                                | Coppa America 1979 - Primo turno                                         | -                                                                        |                                                                          |
| 8-8-1979                                                                 | Buenos Aires                                                             | Argentina                                                                | 3 – 0                                                                    | Bolivia                                                                  | Coppa America 1979 - Primo turno                                         | -                                                                        |                                                                          |
| 23-8-1979                                                                | Buenos Aires                                                             | Argentina                                                                | 2 – 2                                                                    | Brasile                                                                  | Coppa America 1979 - Primo turno                                         | -                                                                        |                                                                          |
| 12-9-1979                                                                | Berlino Ovest                                                            | Germania Ovest                                                           | 2 – 1                                                                    | Argentina                                                                | Amichevole                                                               | -                                                                        |                                                                          |
| 16-9-1979                                                                | Belgrado                                                                 | Jugoslavia                                                               | 4 – 2                                                                    | Argentina                                                                | Amichevole                                                               | -                                                                        |                                                                          |
| 30-4-1980                                                                | Buenos Aires                                                             | Argentina                                                                | 1 – 0                                                                    | Irlanda                                                                  | Amichevole                                                               | -                                                                        |                                                                          |
| 13-5-1980                                                                | Londra                                                                   | Inghilterra                                                              | 3 – 1                                                                    | Argentina                                                                | Amichevole                                                               | -                                                                        |                                                                          |
| 16-5-1980                                                                | Dublino                                                                  | Irlanda                                                                  | 0 – 1                                                                    | Argentina                                                                | Amichevole                                                               | -                                                                        |                                                                          |
| 21-5-1980                                                                | Vienna                                                                   | Austria                                                                  | 1 – 5                                                                    | Argentina                                                                | Amichevole                                                               | -                                                                        |                                                                          |
| 18-9-1980                                                                | Mendoza                                                                  | Argentina                                                                | 2 – 2                                                                    | Cile                                                                     | Amichevole                                                               | -                                                                        |                                                                          |
| 9-10-1980                                                                | Buenos Aires                                                             | Argentina                                                                | 2 – 0                                                                    | Bulgaria                                                                 | Amichevole                                                               | -                                                                        |                                                                          |
| 12-10-1980                                                               | Buenos Aires                                                             | Argentina                                                                | 2 – 1                                                                    | Polonia                                                                  | Amichevole                                                               | -                                                                        |                                                                          |
| 15-10-1980                                                               | Buenos Aires                                                             | Argentina                                                                | 1 – 0                                                                    | Cecoslovacchia                                                           | Amichevole                                                               | -                                                                        |                                                                          |
| 4-12-1980                                                                | Mar del Plata                                                            | Argentina                                                                | 1 – 1                                                                    | Unione Sovietica                                                         | Amichevole                                                               | -                                                                        |                                                                          |
| 16-12-1980                                                               | Córdoba                                                                  | Argentina                                                                | 5 – 0                                                                    | Svizzera                                                                 | Amichevole                                                               | -                                                                        |                                                                          |
| 1-1-1981                                                                 | Montevideo                                                               | Argentina                                                                | 2 – 1                                                                    | Germania Ovest                                                           | Coppa d'Oro dei Campioni del Mondo                                       | -                                                                        |                                                                          |
| 4-1-1981                                                                 | Montevideo                                                               | Argentina                                                                | 1 – 1                                                                    | Brasile                                                                  | Coppa d'Oro dei Campioni del Mondo                                       | -                                                                        |                                                                          |
| 28-10-1981                                                               | Buenos Aires                                                             | Argentina                                                                | 1 – 2                                                                    | Polonia                                                                  | Amichevole                                                               | -                                                                        |                                                                          |
| 11-1-1981                                                                | Buenos Aires                                                             | Argentina                                                                | 1 – 1                                                                    | Cecoslovacchia                                                           | Amichevole                                                               | -                                                                        |                                                                          |
| 9-2-1982                                                                 | Mar del Plata                                                            | Argentina                                                                | 0 – 0                                                                    | Cecoslovacchia                                                           | Amichevole                                                               | -                                                                        |                                                                          |
| 24-3-1982                                                                | Buenos Aires                                                             | Argentina                                                                | 1 – 1                                                                    | Germania Ovest                                                           | Amichevole                                                               | -                                                                        |                                                                          |
| 14-4-1982                                                                | Buenos Aires                                                             | Argentina                                                                | 1 – 1                                                                    | Unione Sovietica                                                         | Amichevole                                                               | -                                                                        |                                                                          |
| 5-5-1982                                                                 | Buenos Aires                                                             | Argentina                                                                | 2 – 1                                                                    | Bulgaria                                                                 | Amichevole                                                               | -                                                                        |                                                                          |
| 12-5-1982                                                                | Rosario                                                                  | Argentina                                                                | 1 – 0                                                                    | Romania                                                                  | Amichevole                                                               | -                                                                        |                                                                          |
| 13-6-1982                                                                | Barcellona                                                               | Argentina                                                                | 0 – 1                                                                    | Belgio                                                                   | Mondiali 1982 - Fase a gironi                                            | -                                                                        |                                                                          |
| 18-6-1982                                                                | Alicante                                                                 | Argentina                                                                | 4 – 1                                                                    | Ungheria                                                                 | Mondiali 1982 - Fase a gironi                                            | -                                                                        |                                                                          |
| 23-6-1982                                                                | Alicante                                                                 | Argentina                                                                | 2 – 0                                                                    | El Salvador                                                              | Mondiali 1982 - Fase a gironi                                            | -                                                                        |                                                                          |
| 29-6-1982                                                                | Barcellona                                                               | Italia                                                                   | 2 – 1                                                                    | Argentina                                                                | Mondiali 1982 - Seconda fase a gironi                                    | -                                                                        |                                                                          |
| 2-7-1982                                                                 | Barcellona                                                               | Argentina                                                                | 1 – 3                                                                    | Brasile                                                                  | Mondiali 1982 - Seconda fase a gironi                                    | -                                                                        |                                                                          |
| Totale                                                                   |                                                                          | Presenze                                                                 | 81                                                                       |                                                                          | Reti                                                                     |                                                                          |                                                                          |

## Palmarès

### Giocatore
- Campionato argentino: 1

Boca Juniors: 1965

### Allenatore

#### Club
- Campionato argentino: 1

Huracán: 1973 (Metropolitano)
- Coppa della Liga: 1

Barcellona: 1982-1983
- Coppa di Spagna: 1

Barcellona: 1982-1983
- Supercoppa di Spagna: 1

Barcellona: 1983

#### Nazionale
- Campionato mondiale: 1

Argentina: Argentina 1978
- Campionato mondiale Under-20: 1

Giappone 1979